# Emisní norma Euro

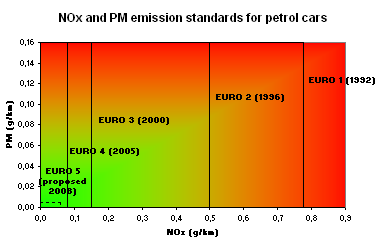
Graf ukazující vývoj evropských emisních standardů pro benzinové vozy

Emisní norma Euro je závazná norma Evropské unie stanovující limitní hodnoty škodlivin ve výfukových exhalacích benzinových a naftových motorů pro motorová vozidla v závislosti hmotnosti škodliviny na ujeté vzdálenosti. Bude stanovovat také limitní hodnoty pro emise částic z brzd a oděr pneumatik, dále pak minimální životnost baterií u elektromobilů.
Normy stanoví limity oxidu uhelnatého (CO), uhlovodíků (HC), oxidů dusíku (NOx) a hmotnost a počet pevných částic (PM a PN); nezabývají se oxidem uhličitým ani sirnými sloučeninami. Norma je vydávána v postupně se zpřísňujících číslovaných verzích; normy pro osobní automobily a lehké užitkové automobily jsou číslovány arabskými číslicemi, normy pro těžké nákladní automobily a autobusy římskými číslicemi. Limity se vztahují na vozidla nově uváděná na trh v celém Evropském hospodářském prostoru, jsou používány také v některých státech mimo EHP, zejména v Asii a Jižní Americe.
Některá města zavádí nízkoemisní zóny, které omezují vjezd automobilů na základě výše jejich emisí. Státy EHP k tomuto používají třídy vozidel podle emisních norem Euro.

## Historie
První emisní norma začala platit v Kalifornii roku 1968. První evropskou normou byla norma EHK 15 z roku 1971.
Pro osobní vozy homologované v těchto letech platí:
- Euro 1 - 1992
- Euro 2 - 1996
- Euro 3 - 2000
- Euro 4 - 2005
- Euro 5 - září 2009
- Euro 6 - září 2014[3]
- Euro 7 - leden 2027[1]

Pro nákladní automobily a autobusy homologované v těchto letech platí:
- Euro I - 1992
- Euro II - 1995
- Euro III - 1999
- Euro IV - 2005
- Euro V - 2008
- Euro VI - 2013
- Euro VII - 2028[1]

Návrh na normy Euro 7/VII byl zveřejněn začátkem roku 2023 s předpokládanou účinností v roce 2025 pro osobní vozy a v roce 2027 pro nákladní. Návrh obsahoval sjednocení limitů pro všechny typy motorů, snížení limitu pro oxid uhelnatý, nové limit pro emise amoniaku a prachové částice z brzd a pneumatik, rozšíření podmínek měření v provozu či prodloužení lhůty pro plnění emisních norem z hlediska dlouhodobé životnosti. V září 2023 byl návrh zásadně změněn, pro osobní automobily zůstaly zachován pouze nový limit pro prachové částice z brzd a pneumatik a prodloužení lhůty pro plnění emisních norem z hlediska dlouhodobé životnosti z 5 let a dojezdu 100 tis. km na 10 let a dojezd 200 tis. km.

## Limity škodlivin
Limity škodlivin v gramech na ujetý kilometr:

### Osobní automobily
Norma Euro 7 zavádí od roku 2029 limity pro emise částic z brzd. Tyto mají činit:
| Rok  | emise PM10 (mg/km) elektromobily | emise PM10 (mg/km) ostatní |
| ---- | -------------------------------- | -------------------------- |
| 2029 | 3                                | 7                          |
| 2035 | 3                                | 3                          |

Norma Euro 7 též obsahuje přípravu na limity pro oděr pneumatik od roku 2028 pro pneumatiky třídy C1, konkrétní hodnoty však zatím nestanovuje.

#### Benzínové motory
| Rok  | Norma | CO (g/km) | NOx (g/km) | HC (g/km) | HC + NOx (g/km) | PM (g/km) | PN (#/km)  |
| ---- | ----- | --------- | ---------- | --------- | --------------- | --------- | ---------- |
| 1992 | 1     | 3,16      | -          | -         | 1,13            | -         | -          |
| 1996 | 2     | 2,20      | -          | -         | 0,5             | -         | -          |
| 2000 | 3     | 2,30      | 0,15       | 0,20      | -               | -         | -          |
| 2005 | 4     | 1,00      | 0,08       | 0,10      | -               | -         | -          |
| 2009 | 5     | 1,00      | 0,06       | 0,10      | -               | 0,005     | -          |
| 2014 | 6     | 1,00      | 0,06       | 0,10      | -               | 0,0045    | 6,0 × 1011 |
| 2027 | 7     | 1,00      | 0,06       | 0,10      | -               | 0,0045    | 6,0 × 1011 |

Norma Euro 7 snižuje limit pro emise způsobené vypařováním mimo emisí z výfuku z 2 g na zkoušku na 1,5 g na zkoušku.

### Naftové motory
| Rok  | Norma | CO (g/km) | THC (g/km) | NMHC (g/km) | NOx (g/km) | HC + NOx (g/km) | PM (g/km) | PN (#/km)  |
| ---- | ----- | --------- | ---------- | ----------- | ---------- | --------------- | --------- | ---------- |
| 1992 | 1     | 3,16      | -          | -           | 1,13       | 1,8             | -         |            |
| 1996 | 2     | 1,00      | -          | -           | -          | 0,70            | 0,08      | -          |
| 2000 | 3     | 0,64      | 0,2        | -           | 0,50       | 0,56            | 0,05      | -          |
| 2005 | 4     | 0,50      | 0,1        | -           | 0,25       | 0,30            | 0,025     | -          |
| 2009 | 5     | 0,50      | 0,1        | 0,068       | 0,18       | 0,23            | 0,005     | 6,0 × 1011 |
| 2014 | 6     | 0,50      | 0,1        | 0,068       | 0,08       | 0,17            | 0,0045    | 6,0 × 1011 |
| 2027 | 7     | 0,50      | 0,1        | 0,068       | 0,08       | 0,17            | 0,0045    | 6,0 × 1011 |

### Elektromobily
Norma Euro 7 zavádí minimální výkonnostní požadavky na životnost baterií. Tyto mají činit 80 % 5 let od začátku životnosti nebo 100 tis. ujetých km (co nastane dříve) a 72 % 8 let od začátku životnosti nebo 160 tis. ujetých km.

### Životnost
Pro všechny výše uvedené emise je též stanovena minimální doba životnosti, po kterou mají vozidla tyto limity splňovat.
| Rok  | Norma | životnost              |
| ---- | ----- | ---------------------- |
| 2014 | 6     | 100 tis. km nebo 5 let |
| 2027 | 7     | 160 tis. km nebo 8 let |

### Legenda
CO - hmotnost oxidu uhelnatého, THC - celková hmotnost uhlovodíků, NMHC - hmotnost nemethanových uhlovodíků, NOx - hmotnost oxidů dusíku, HC + NOx - součet hmotností uhlovodíků a oxidů dusíku, PM - hmotnost pevných částic, PN - počet částic

## Normy z technického průkazu
Evropský emisní standard lze určit pomocí údaje z velkého technického průkazu, číslo se nachází v části „emise“.
| do EURO-1  | EURO-1     | EURO-2       | EURO-3        | EURO-4         | EURO-5                     | EURO-6 |
| ---------- | ---------- | ------------ | ------------- | -------------- | -------------------------- | --- |
| 70/220/EHS | 91/441/EHS | 94/12/ES     | 98/69/ES-A    | 2006/96/ES-A   | 1999/96/ES-B2              | 715/2007 N až Y |
| 74/290/EHS | 93/59/EHS  | 96/44/ES     | 98/77/ES-A    | 98/77/ES-B     | 2001/27/ES-B2              | 692/2008 N až Y |
| 77/102/EHS | 94/12/EHS  | 96/69/ES     | 1999/96/ES-A  | 1999/96/ES-B1  | 715/2007-A/B/C až M        | 566/2011 N až Y |
| 78/665/EHS | 96/44/ES   | 98/77/ES     | 1999/102/ES-A | 1999/102/ES-B  | 692/2008-A/B/C až M        | 459/2012 N až Y; ZA/ZB/ZC/ZX/ZY/ZZ                                                                                     |
| 83/351/EHS |            | 91/542/EHS-B | 2001/1/ES-A   | 2001/1/ES-B    | 566/2011-A/B/C až M        | 630/2012 N až Y; ZA/ZB/ZC/ZX/ZY/ZZ                                                                                     |
| 88/86/EHS  |            | 96/1/ES-B    | 2001/27/ES-A  | 2001/27/ES-B1  | 459/2012-F/G/H až M        | 143/2013 N až Y; ZA/ZB/ZC/ZX/ZY/ZZ                                                                                     |
| 88/436/EHS |            |              | 2001/100/ES-A | 2001/100/ES-B  | 630/2012-F/G/H až M        | 171/2013 N až Y; ZA/ZB/ZC/ZX/ZY/ZZ                                                                                     |
| 89/458/EHS |            |              | 2002/80/ES-A  | 2002/80/ES-B   | 143/2013-J/K/L až M        | 195/2013 N až Y; ZA/ZB/ZC/ZX/ZY/ZZ                                                                                     |
| 89/491/EHS |            |              | 2003/76/ES-A  | 2003/76/ES-B   | 171/2013-J/K/L až M        | 519/2013 N až Y; ZA/ZB/ZC/ZX/ZY/ZZ                                                                                     |
| 91/441/EHS |            |              | 2005/55/ES-A  | 2005/55/ES-B/C | 195/2013-J/K/L až M        | 133/2014 T/U/V až Y; ZA/ZB/ZC/ZX/ZY/ZZ                                                                                 |
|            |            |              | 2005/78/ES-A  | 2005/78/ES-B/C | 519/2013-J/K/L až M        | 136/2014 T/U/V až Y; ZA až ZK/ZL/ZX/ZY/ZZ                                                                              |
|            |            |              | 2006/51/ES-A  | 2006/51/ES-B/C | 133/2014-J/K/L až M        | 2015/45 T/U/V až Y; ZA/ZB/ZC/ZX/ZY/ZZ                                                                                  |
|            |            |              | 2006/81/ES-A  | 2006/81/ES-B/C | 136/2014 - J/K/L až M      | 2016/427 T/U/V až Y; ZA až ZK/ZL/ZX/ZY/ZZ                                                                              |
|            |            |              | 2006/96/ES-A  | 2006/96/ES-B   | 2015/45-J/K/L až M         | 2016/646 T/U/V až Y; ZA až ZK/ZL/ZX/ZY/ZZ                                                                              |
|            |            |              |               |                | 2005/55/ES-D až G=B2       | 2017/1151 AA až AL; BA až BI; AX/AY/AZ                                                                                 |
|            |            |              |               |                | 2005/78/ES D-G/EEV-H/I/J/K | 2017/1154 AA až AL; BA až BI; AX/AY/AZ                                                                                 |
|            |            |              |               |                | 2006/51/ES D-G/EEV-H/I/J/K | 2017/1221 T/U/V až Y; ZA až ZK/ZL/ZX/ZY/ZZ                                                                             |
|            |            |              |               |                | 2006/81/ES D-G/EEV-H/I/J/K | 2017/1347 AA až AL; BA až BI; AX/AY/AZ                                                                                 |
|            |            |              |               |                | 2008/74/ES D-G/EEV-H/I/J/K | 2018/1832 AA až AR; BA až BI; CG/CH/CI/DG;                                                                             |
|            |            |              |               |                |                            | 2018/1832 AX/AY/AZ |
|            |            |              |               |                |                            | 595/2009 582/2011 A/B/C 64/2012 A/B/C 133/2014 A/B/C 136/2104 A/B/C 627/2014 A/B/C 2016/1718 A/B/C/D 2017/1347 A/B/C/D |

## Limity oxidu uhličitého
Směrnice 443/2009 určila emisní cíl pro emise oxidu uhličitého pro nově vyráběné automobily osobní automobily a to stanovením průměrných emisí pro nový vozový park prodávaný daným výrobcem. Při překročení cíle je výrobce povinen platit poplatek za překročení za každý vyrobený vůz. Cíl byl stanoven na úrovni 130 g/km do roku 2015. V roce 2011 byla regulace rozšířena na užitkové vozy s cílem 175 g/km do roku 2017.
V roce 2014 byla přijata regulace s cílem na úrovni 95 g/km u osobních automobilů a 147 g/km u užitkových vozů, obojí do roku 2020. V roce 2019 pak byla přijata regulace s cílem další 15 % redukce u osobních i užitkových vozů do roku 2025, do roku 2030 pak 37,5 % redukce u osobních automobilů a 31 % redukce u užitkových vozů. Regulace neplatí pro malosériové výrobce (do 1 tis. vozů za rok).
Součástí balíku Fit for 55, přijatého v roce 2022, je pak cíl 100 % redukce u osobních automobilů i užitkových vozů do roku 2035. Emise je také možné snížit optimální rychlostí, která je okolo 60 km/h.

## Použití evropských norem mimo Evropský hospodářský prostor
Emisní normy založené na emisních normách Euro začaly přejímat také některé státy mimo Evropský hospodářský prostor. V roce 2000 šlo o Indii a Čínu (v obou zemích tehdy norma Euro 1), normy přejímaly také Austrálie, Indonésie, Kambodža, Rusko, Thajsko, Turecko, Vietnam, státy Jižní Ameriky a to Argentina, Brazílie, Chile, Kolumbie, Mexiko či Peru. Africké státy sdružené v ECOWAS přejaly normu v roce 2021, Maroko v roce 2024. Některé z výše uvedených států si normy upravily podle národních specifik, jiné normy převzaly beze změn. V Číně (ČLR) od července 2023 platí norma China 6b, která je co se týče limitů přísnější než původní návrh Euro 7.